# Louis Binet
Pour les articles homonymes, voir Binet.
Louis Binet (Paris, 1744 - 1800) est un dessinateur et graveur français.

## Biographie
Élève de Beauvarlet, il a surtout travaillé en collaboration avec le graveur-éditeur Louis-Sébastien Berthet, pour Restif de la Bretonne, dont il fit le portrait (1785), et qu'il rencontra vers 1776, pour illustrer Le Paysan perverti, pour l'édition d'Esprit.
Les illustrations de La Vie de mon père (1779), et de la La Découverte australe (1781) lui sont également attribués.
Certains de ses dessins étaient vendus sous forme d'estampes chez Mondhare, à Paris, rue Saint-Jacques.
On lui doit des traductions en gravures d'œuvres de Greuze, Van Loo, C. J. Vernet, entre autres.
Portalis estimaît en 1886 que « ses dessins sont originaux et non pas sans valeur [...] mais gâtés par les excentricités de Restif ».

## Ouvrages illustrés
- Pierre-François Basan, Noël Le Mire (dir.) pour l'édition d'Ovide, Les Métamorphoses en latin et en françois, de la traduction de M. l'abbé Banier,… avec des explications historiques, Paris, 1767-1771, 4 vol[4].
- Jean de La Fontaine, Les amours de Daphnis et Chloé, nouvelle édition, avec figures dessinées par Binet, gravées par Blanchard, Imprimerie de Patris [Imprimerie nationale], [1795-1796].